# ميشيل هوغو
ميشيل هوغو (بالإنجليزية: Michel Hugo؛ بالفرنسية: Michel Hugo) هو مصور سينمائي فرنسي وأمريكي، ولد في 13 يناير 1930 في باريس في فرنسا، وتوفي في 12 أكتوبر 2010 في لاس فيغاس في الولايات المتحدة بسبب سرطان الرئة.

## وصلات خارجية
- ميشيل هوغو على موقع IMDb (الإنجليزية)
- ميشيل هوغو على موقع ألو سيني (الفرنسية)
- ميشيل هوغو على موقع أول موفي (الإنجليزية)
- ميشيل هوغو على موقع قاعدة بيانات الأفلام السويدية (السويدية)
- ميشيل هوغو على موقع قاعدة بيانات الفيلم (الإنجليزية)
- ميشيل هوغو على موقع كينوبويسك (الروسية)